# Li Na (tuffatrice)
Li Na (李娜S, Lǐ NàP; 1º maggio 1984) è una tuffatrice cinese.
Ha vinto due medaglie olimpiche nei tuffi, entrambe ai Giochi olimpici di Sydney 2000 quando aveva 16 anni. In particolare ha vinto la medaglia d'oro nella specialità piattaforma 10 metri sincro femminile, insieme alla connazionale Sang Xue, e la medaglia d'argento nella piattaforma 10 metri femminile.
Inoltre ha conquistato due medaglie d'argento (1998 e 2002) ai Giochi asiatici, in entrambi i casi nel concorso dei tuffi dalla piattaforma 10 metri.